# Che-jüan
Che-jüan (čínsky 河源) je městská prefektura v Čínské lidové republice. Má rozlohu 15 654 čtverečních kilometrů a žije zde necelé tři miliony obyvatel.

## Administrativní členění
Městská prefektura Che-jüan se člení na šest celků okresní úrovně, a sice jeden městský obvod a pět okresů.
| městský obvod · Jüan-čcheng okres · C’-ťin okres · Lung-čchuan okres · Lien-pching okres · Che-pching okres · Tung-jüan |        |                       |                    |                                  |
| Název | Název  | Počet obyvatel (2020) | Rozloha km² (2020) | Hustota zalidnění (obyv. na km²) |
| český přepis | znaky  | Počet obyvatel (2020) | Rozloha km² (2020) | Hustota zalidnění (obyv. na km²) |
| Městský obvod |        |                       |                    |                                  |
| Jüan-čcheng | 源城区 | 703 607               | 362                | 1 947                            |
| Okresy |        |                       |                    |                                  |
| C’-ťin | 紫金县 | 551 095               | 3 635              | 152                              |
| Lung-čchuan | 龙川县 | 595 471               | 3 081              | 193                              |
| Lien-pching | 连平县 | 285 224               | 2 275              | 125                              |
| Che-pching | 和平县 | 353 903               | 2 291              | 154                              |
| Tung-jüan | 东源县 | 348 386               | 4 009              | 87                               |
| |        |                       |                    |                                  |
| Celkem | Celkem | 2 837 686             | 15 654             | 181                              |